# World Speed Poker Open
Die World Speed Poker Open, kurz WSPO, waren eine internationale Pokerturnierserie, die zweimal ausgetragen wurde. Sie wurde nach den Regeln des Speedpoker gespielt.

## Regeln
Jeder Spieler hatte pro Entscheidung 15 Sekunden Zeit. Die Uhr startete, sobald dem Spieler die Höhe des Wetteinsatzes bekannt war. Zweimal pro Turnier hatte ein Spieler eine zusätzliche Bedenkzeit von 30 Sekunden. Wurde eine Entscheidung nicht innerhalb der vorgegebenen Zeit getroffen, wurde die Hand gepasst. Um die Geschwindigkeit zu halten, waren an jedem Tisch zwei Dealer anwesend.

## Ergebnisse

### 2004
Die erste Austragung der World Speed Poker Open fand 2004 im estnischen Tallinn statt. Es wurden sieben Events ausgespielt.
| # | Beginn        | Buy-in   | Turnier           | Teilnehmer | Sieger            | Herkunft    | Preisgeld (in $) | Quelle |
| - | ------------- | -------- | ----------------- | ---------- | ----------------- | ----------- | ---------------- | ------ |
| 1 | 20. Sep. 2004 | 1250 EEK | No Limit Hold’em  | 128        | Noah Boeken       | Niederlande | 02.202           |        |
| 2 | 21. Sep. 2004 | 0500 €   | No Limit Hold’em  | 043        | Marek Kolk        | Estland     | 08.889           |        |
| 3 | 22. Sep. 2004 | 0500 €   | Pot Limit Hold’em | 042        | Oleg Moskowkin    | Russland    | 08.524           |        |
| 4 | 23. Sep. 2004 | 0500 €   | No Limit Hold’em  | 048        | Kirill Gerassimow | Russland    | 09.985           |        |
| 5 | 24. Sep. 2004 | 1000 €   | No Limit Hold’em  | 045        | Ivo Donev         | Osterreich  | 18.570           |        |
| 6 | 25. Sep. 2004 | 2000 €   | Main Event        | 060        | Henning Granstad  | Norwegen    | 48.708           |        |
| 7 | 26. Sep. 2004 | 0200 €   | Pot Limit Omaha   | 031        | Peeter Grunthal   | Estland     | 05.541           |        |

### 2005
Die zweite Austragung der World Speed Poker Open fand 2005 im britischen London statt. Es wurden zunächst zwölf Events gespielt. Jedes der Events hatte ein Feld von sechs Teilnehmern, der Sieger erhielt eine Siegprämie von 2500 Pfund und qualifizierte sich fürs Halbfinale. Dort wurden die sechs Teilnehmer für das Finale ermittelt, das schließlich vom Iren Oliver Boyce gewonnen wurde, der den Hauptpreis von 50.000 Pfund erhielt.
| #  | Beginn        | Turnier      | Sieger             | Herkunft               | Quelle |
| -- | ------------- | ------------ | ------------------ | ---------------------- | ------ |
| 1  | 27. Sep. 2005 | Heat 1       | Mike McFadden      | Irland                 |        |
| 2  | 28. Sep. 2005 | Heat 2       | Oliver Boyce       | Irland                 |        |
| 3  | 29. Sep. 2005 | Heat 3       | Tiffany Williamson | Vereinigtes Konigreich |        |
| 4  | 4. Okt. 2005  | Heat 4       | Jac Arama          | Vereinigtes Konigreich |        |
| 5  | 5. Okt. 2005  | Heat 5       | Lynne Beaumont     | Vereinigtes Konigreich |        |
| 6  | 6. Okt. 2005  | Heat 6       | Neil Channing      | Vereinigtes Konigreich |        |
| 7  | 11. Okt. 2005 | Heat 7       | John Kabbaj        | Vereinigtes Konigreich |        |
| 8  | 12. Okt. 2005 | Heat 8       | Dave Colclough     | Wales                  |        |
| 9  | 13. Okt. 2005 | Heat 9       | Tony G             | Litauen                |        |
| 10 | 18. Okt. 2005 | Heat 10      | Adam Richardson    | Vereinigte Staaten     |        |
| 11 | 19. Okt. 2005 | Heat 11      | Emile Petit        | Frankreich             |        |
| 12 | 20. Okt. 2005 | Heat 12      | Rory Mathews       | Vereinigtes Konigreich |        |
| 13 | 25. Okt. 2005 | Semi Final 1 | Emile Petit        | Frankreich             |        |
| 14 | 26. Okt. 2005 | Semi Final 2 | Tony G             | Litauen                |        |
| 15 | 27. Okt. 2005 | Final        | Oliver Boyce       | Irland                 |        |